# Oreopasites euphorbiae
Oreopasites euphorbiae är en biart som beskrevs av Cockerell 1929. Oreopasites euphorbiae ingår i släktet Oreopasites och familjen långtungebin. Inga underarter finns listade i Catalogue of Life.